# 衛星政党
衛星政党（えいせいせいとう、英語: bloc party / satellite party）とは、ヘゲモニー政党制を採用している国家において、常に政権を独占する政党（ヘゲモニー政党）以外で存在が合法化されている小政党のことである。

## 狭義の定義
ヘゲモニー政党による支配体制を支持し、特定の職種等一定限度の狭い利益を代表するが、ヘゲモニー政党に代わって政権を担おうとしない政党のことを指す。

### 狭義の例

#### 現在の例

##### 中国
支配政党は中国共産党。一般的に「民主党派」と呼ばれる。
- 中国国民党革命委員会（中華民国（台湾）の中国国民党とは別団体）
- 中国民主同盟
- 中国民主建国会
- 中国民主促進会
- 中国農工民主党
- 中国致公党
- 九三学社
- 台湾民主自治同盟

##### 北朝鮮
支配政党は朝鮮労働党。
- 朝鮮社会民主党
- 天道教青友党

##### ウズベキスタン
ウズベキスタン共産党が改組したウズベキスタン人民民主党を中心として、議会に議席を有するいずれの政党も政権を支持している。
- ウズベキスタン自由民主党
- ウズベキスタン国民復興民主党
- 公正社会民主党

##### トルクメニスタン
支配政党はトルクメニスタン民主党。
- 農業党
- 産業・企業家党

##### シリア
2012年の憲法改正でバアス党を指導政党とする規定は削除されたが、議会に議席を有するバアス党以外の政党はかつての衛星政党のみである。
- 国民進歩戦線（英語版）
  - アラブ社会主義運動
  - アラブ社会主義連合
  - シリア共産党
  - 社会民主連合
  - 社会主義者連合
  - 民主社会主義統一党
  - アラブ民主連合党
  - 国民誓約運動

#### 過去の例

##### 中華民国（台湾）
中華民国政府が「党禁」を維持していた1987年まで（支配政党は中国国民党）
- 中国民主社会党（社会民主主義政党ではなく、中国の国家社会党と民主憲政党が合併してできた政党）
- 中国青年党

##### ベトナム・北ベトナム
衛星政党が消滅する1988年まで（支配政党はベトナム共産党）
- ベトナム民主党（Đảng Dân chủ Việt Nam）
- ベトナム社会党（Đảng Xã hội Việt Nam）

##### 東ドイツ
1949年の建国から1989年の民主化まで（支配政党はドイツ社会主義統一党）
- ドイツキリスト教民主同盟（旧西ドイツ側の同名政党とは別団体）
- ドイツ自由民主党（旧西ドイツ側の「自由民主党」とは別団体）
- ドイツ国民民主党
- ドイツ民主農民党

##### チェコスロバキア
1948年から1990年までのチェコスロバキア共産党政権時代
- チェコスロバキア人民党
- チェコスロバキア社会党
- スロバキア自由党（sk:Strana slobody）
- スロバキア復興党（sk:Strana slovenskej obrody）

##### ポーランド
ポーランド人民共和国時代（支配政党はポーランド統一労働者党）
- 統一農民党（Zjednoczone Stronnictwo Ludowe、のちのポーランド農民党）
- 民主党（Stronnictwo Demokratyczne）

##### ブルガリア
ブルガリア人民共和国時代（支配政党はブルガリア共産党）
- ブルガリア農民同盟

##### メキシコ
選挙敗北で野党に転落した2000年まで（支配政党は中道包括政党の制度的革命党）
- 国民行動党（右派）
- 後に民主革命党に加わる左翼政党

##### インドネシア
1973年のスハルト政権による「政党・ゴルカル法」による政党の統合から、同政権が崩壊する1998年まで（支配勢力は「職能団体」であるゴルカル）
- インドネシア民主党
- 開発統一党

## 広義の定義
ヘゲモニー政党制を採用していない国家でも、狭義の定義から転じて「特定の大政党と共同歩調を取ることで一定限度の狭い利益を代表する政党」を指す用語として使われている。該当する政党を揶揄する意味合いを持つ。
韓国では多用される言葉で、2020年の韓国における事例では新しい選挙制度の無効化を狙って設立された新政党に対し同国メディアが「衛星政党」と呼称して非難する場面が見られた。日本では同種の意味では「ゆ党」が使われることが多いが、稀に使用されることがある。

### 広義の例

#### 大日本帝国
翼賛体制（支配政党は大政翼賛会）
- 翼賛政治体制協議会

#### ロシア連邦
プーチン政権（支配政党は統一ロシア）
- 政党エル・デー・ペー・エル
- 公正ロシア

#### 大韓民国
二大政党である未来統合党と共に民主党が、2020年4月実施の第21代総選挙から導入される準連動比例代表制の抜け穴を狙って、比例での議席数を確保するために立党した。
なお、同時期に共に民主党の元関係者が開かれた民主党を結党しているが、こちらは共に民主党が結党の過程に関連しておらず、同党自身も共に民主党の衛星政党であることを否定している。だが、一部には衛星政党と見る向きもある。
国民の力（未来統合党）
- 未来韓国党（未来統合党に吸収合併されて消滅）
- 国民の未来

共に民主党
- 共に市民党（共に民主党に吸収合併されて消滅）
- 共に民主連合